# マイキー&ニッキー/裏切りのメロディ
マイキー&ニッキー (Mikey and Nicky) は、1976年公開のアメリカ映画。サスペンス、人間ドラマ。エレイン・メイ監督。ピーター・フォークとジョン・カサヴェテスが共演した。

## キャスト
- ピーター・フォーク（マイキー）
- ジョン・カサヴェテス（ニッキー）
- ネッド・ビーティ（キンニー）
- ローズ・アリック（アニー）
- キャロル・グレース（ネリー）
- M・エメット・ウォルシュ（バスの運転手）

## ストーリー
組織に追われる羽目になったニッキーは、同じ組織に関係する親友のマイキーに助けを求める。マイキーは、親友と組織の板挟みに苦しむ。やがて2人で町を出るが、ある女が現れた事によって2人の信頼関係が微妙に変化する。